# Alaşehir Çayı
La rivière d'Alaşehir (Alaşehir Çayı) est formé par le confluent de la  rivière Derbent Deresi 
coupée par le barrage de Buldan (province de Denizli) et de la rivière Derbent Çayı coupée par le barrage d'Afşar (province de Manisa). C'est un affluent de la rive gauche du fleuve Gediz.